# アルトゥール・ロウレイロ

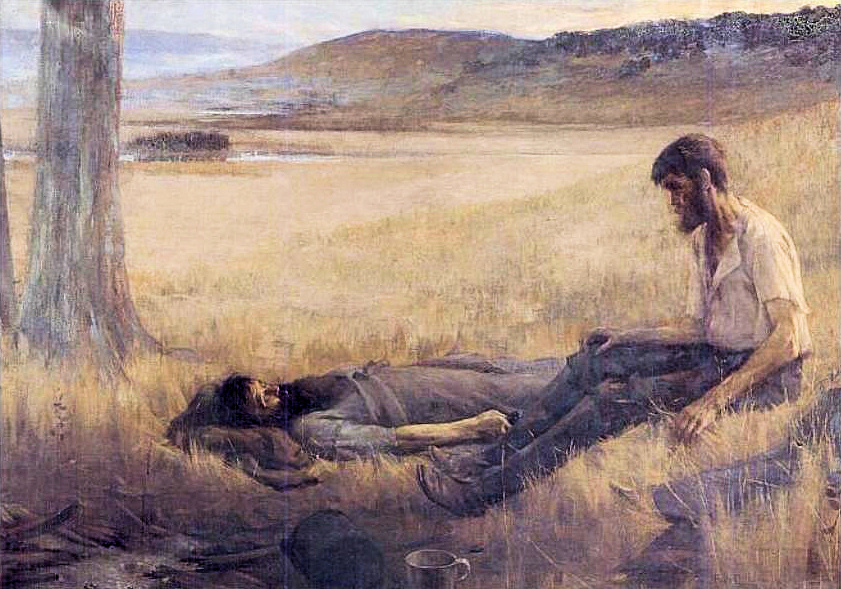
バークの死（The Death of Burke：1892年）

アルトゥール・ジョゼ・デ・ソウザ・ロウレイロ (Artur José de Sousa Loureiro、1853年2月11日 - 1932年7月7日）は、ポルトに生まれ、テラス・デ・ボウロに没した、ポルトガルの画家。

## 生涯と作品
ロウレイロは、絵の手ほどきを、友人であったアントニオ・ジョゼ・ダ・コスタ（António José da Costa、1840年 - 1929年）から受けた。その後、ポルト高等美術学院に学び、ジョアン・アントニオ・コレイラに師事した。1875年、パトロンとなっていたデルフィン・ゲデス（Delfim Guedes、1842年 - 1895年：後の初代アルメディーナ伯爵）の援助を受けて、ロウレイロはローマに赴いた。
1879年、エコール・デ・ボザールで学ぶ奨学金を得たロウレイロは、パリに移り、カルチエ・ラタンに住んで、アレクサンドル・カバネルの工房に入った。1880年から1882年にかけて、同じくポルトガル出身だった、 ジョアン・マルケス・デ・オリベイラ、 アントニオ・シルバ・ポルト、 ジョゼ・ジュリオ・デ・ソウザ・ピント、 コルンバノ・ボルダロ・ピニェイロ、 ジョアン・バスらとともに、サロンに出品した。フランス滞在中、ロウレイロは、マリー・ハイバース（Marie Huybers：小説家ジェシー・キャサリン・クーヴルールの妹）と知り合い、奨学金が求めていた条件に反するにもかかわらず、彼女と結婚した。ロウレイロは、代わりの奨学金を探したが、健康を害して申請を断念した。その後、ロンドンへ移り、展示した作品が注目されたが、健康状態のために、もっと温暖な気候の地へ移り住むことが必要になった。
ロウレイロは、ほとんど英語が話せなかった（マリーとはフランス語で話していた）が、1884年に妻マリーとともに彼女の生地であったオーストラリアへ移住し、メルボルンに定住した。翌年、ロウレイロは「オーストラリア芸術連盟 (Australian Art Association)」を名乗った最初の組織に参加し、この団体は1888年にはビクトリア芸術協会と合流した。ロウレイロは、オーストラリア長老派教会の女子教育機関 (the Presbyterian Ladies Academy) で「デザイン教授 (Professor of Design)」となり、いくつかの美術展の審査員を務め、ビクトリア国立美術館の検査役 (Inspector) にも任じられた。
1901年に妻マリーに先立たれたロウレイロは、ポルトに帰国し、ロンドンの水晶宮を模した展示施設であった「パラシオ・デ・クリスタル (Palácio de Cristal)」の中に工房を構えた。ここは、たちまち地元の芸術家たちや、その弟子たちが集まる場所となった。マリーとの間の一人息子は第一次世界大戦中に亡くなり、その後1918年にロウレイロは再婚した。1932年、亡くなる数ヶ月前に、ロウレイロはサンティアゴ・ダ・エスパーダ軍事勲章を受章した。ロウレイロは、田舎の風景を描くために郊外に出かけていた時に、突然死した。

## 関連文献
- Artur Loureiro, 1853-1932, Ana Paula Machado, Elisa Soares, Vera Cálem et al.,  Soares dos Reis National Museum, Figueiredo (2010) ISBN 989-202-369-2